# 국립 중산 대학
국립 중산 대학(중국어 정체자: 國立中山大學, National Sun Yat - sen University)는 중화민국 가오슝시 구산 구에 있는 렌하이루(蓮海路) 70번지에 있는 대만의 연구 센터 중심의 국립대학이다. 1924년 설립된 광저우의 중산 대학이 국공 내전 이후 옮겨온 것이다. 대학은 주로 씽크 탱크 학자와 많은 연구 센터로 구성된다. 그 캠퍼스는 둥사 군도 연구 역을 포함하고 있다.
NSYSU는 남부 대만 최초의 종합 종합 대학교이기도 하며 전국에서 처음으로 상위 6개 연구 대학이다. 동아시아 최고의 해양 대학 및 비즈니스 스쿨 중. 세계 주요 대학의 순위 조사 “타임즈 고등 교육” 잡지의 Times Higher Education 세계 대학 순위에 따르면, 2011년 163위 (대만 3위)에 랭크되어 있다. 또한 관리 학부 AACSB 인증을 받고 있다.
NSYSU 교수진은 산업계 및 공무원과 긴밀한 유대 관계를 유지하고 있으며, 이들 중 상당수는 엘리트 관료 및 NGO 고문으로도 활동하고 있다. 대학 졸업생은 입법 원 원 총리, 가오슝 시장 및 세계 500대 기업의 상당수의 CEO를 포함한다.

## 역사

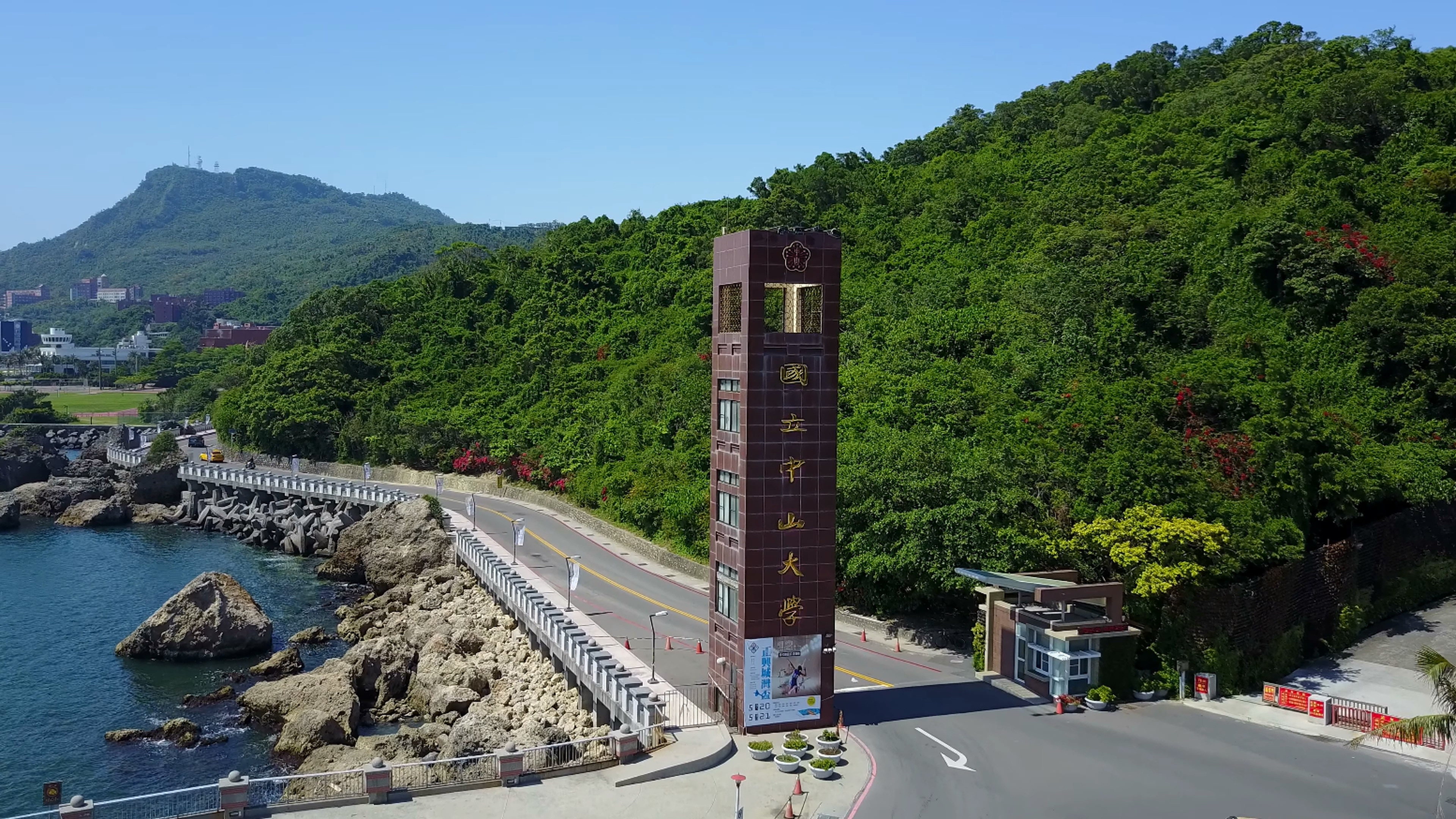
대학 입학

- 1924년 광저우에 있는 광동 고등 사범 학교 , 광동 공립 법과 대학 , 광동 공립 농업 전문 학교를 통합하여 “국립 광동 대학”을 설립하였다.
- 1925년 쑨원의 호 중산(中山)을 딴 “국립 중산 대학”으로 개칭
- 1949년 국공 내전으로 중국 공산당에 접수
- 1979년 “국립 중산 대학 설립 준비실”을 가오슝시 서자 만에 설립
- 1980년 7월 국립 중산 대학이 개교
- 1980년 11월 12일 국립 중산 대학 개교 행사를 개최

### 전통 문화
국립 중산 대학 (NSYSU)는 대만에서 가장 큰 항구 도시인 가오슝시에 있다. 해양과 상업을 강조하는 학문적 스타일을 바탕으로 대만 최초의 해양 과학 대학의 발상지 일 뿐만 아니라 캠퍼스에서 직접 수상 스포츠 활동을 개최하는 독특한 곳이기도 하다. NSYSU의 학생들을 위한 졸업 요건에는 수영 능력 시연이 포함된다. NSYSU는 또한 일본의 유명한 오사카 대학 정기적으로 윈드 서핑 대회 관계를 맺고 있다. 또한 NSYSU는 미국 캘리포니아 대학교 샌디에이고 (UCSD)와 학업 스타일이 비슷하고 해안 근처에 위치한 연구 대학교와 특별한 자매 학교 관계를 맺고 있다. NSYSU 및 UCSD 공동 심포지엄은 2015년부터 매년 가오슝과 라호야서 교대로 개최되었다.
미국재대만협회 (AIT)는 2021년 6월 공식 성명을 발표했다.

... 대만 최고의 고등 교육 기관 중 하나이자 미국-대만 관계를 홍보하는 AIT의 가장 확고한 파트너 중 하나 인 대학 (NSYSU).

## 캠퍼스 및 시설

### 메인 캠퍼스
가오슝 항구와 군대 기지와 나란히 위치한 NSYSU 캠퍼스는 삼면이 산으로 둘러싸여 있고 대만 해협의 대양과 마주하고있어 자연 요새가 된다. Sizihwan 해변은 캠퍼스를 대만에서 가장 아름다운 캠퍼스로 만드는 캠퍼스 바로 위에 자리 잡고 있다.

## 학부
- 문학부
  - 중국 문학과
  - 외국어 문학과
  - 음악과
  - 극장 예술학과
  - 예술 관리 연구소
  - 청대 학술 연구 센터
  - 철학 연구소
  - 외국어 어문 교육 센터
  - 중국어 교육 센터
- 이학부
  - 화학과
  - 물리학과
  - 생물 과학과
  - 응용 수학
  - 바이오 의학 연구소
- 공학부
  - 전기 공학과
  - 기계 기전 공학과
  - 정보 공학과
  - 재료 광학 전공학과
  - 재료 과학 연구소
  - 환경 공학 연구소
  - 광학 전공 연구소
  - 통신 공학 연구소
  - 반도체 기술 연구 센터
  - 전신 연구 센터
- 사회 과학부
  - 중산 학술 연구소
  - 정치학 연구소
  - 대륙 연구소

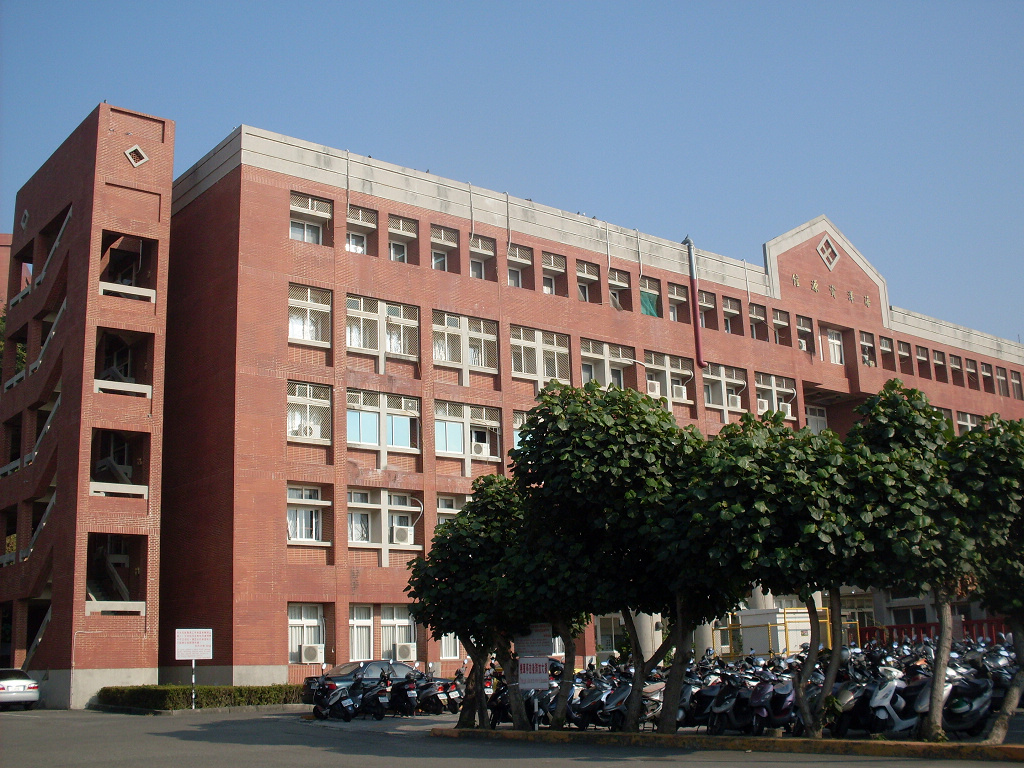
해양과학학원(海洋科學學院) 건물

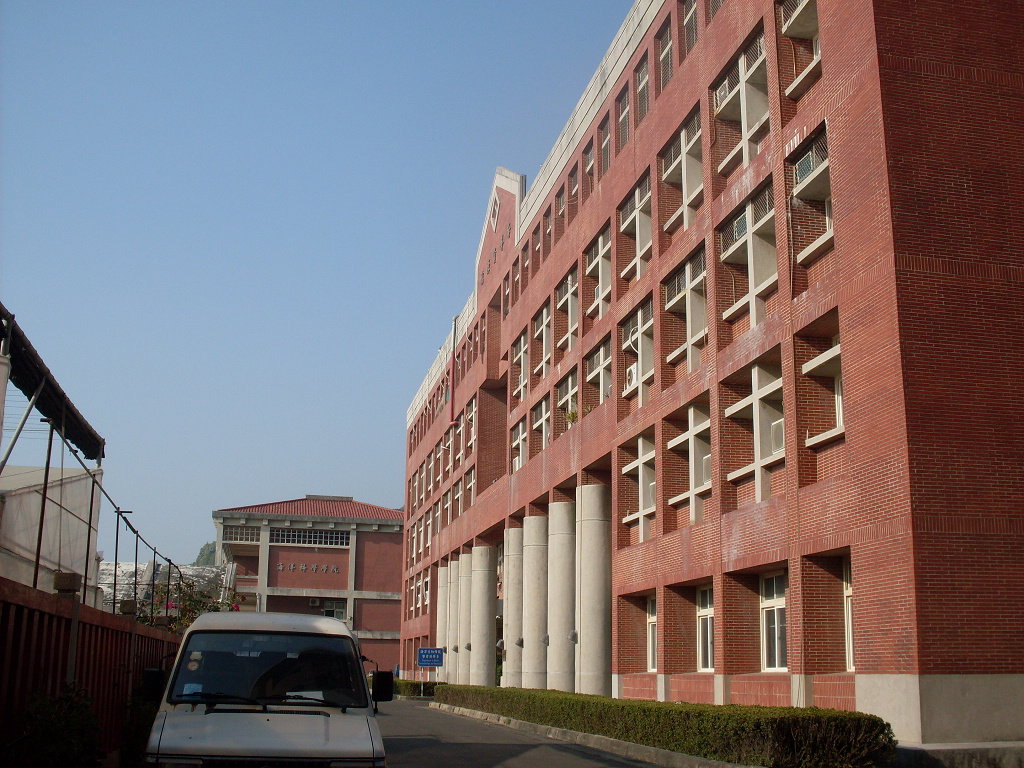
해양과학학원(海洋科學學院) 건물

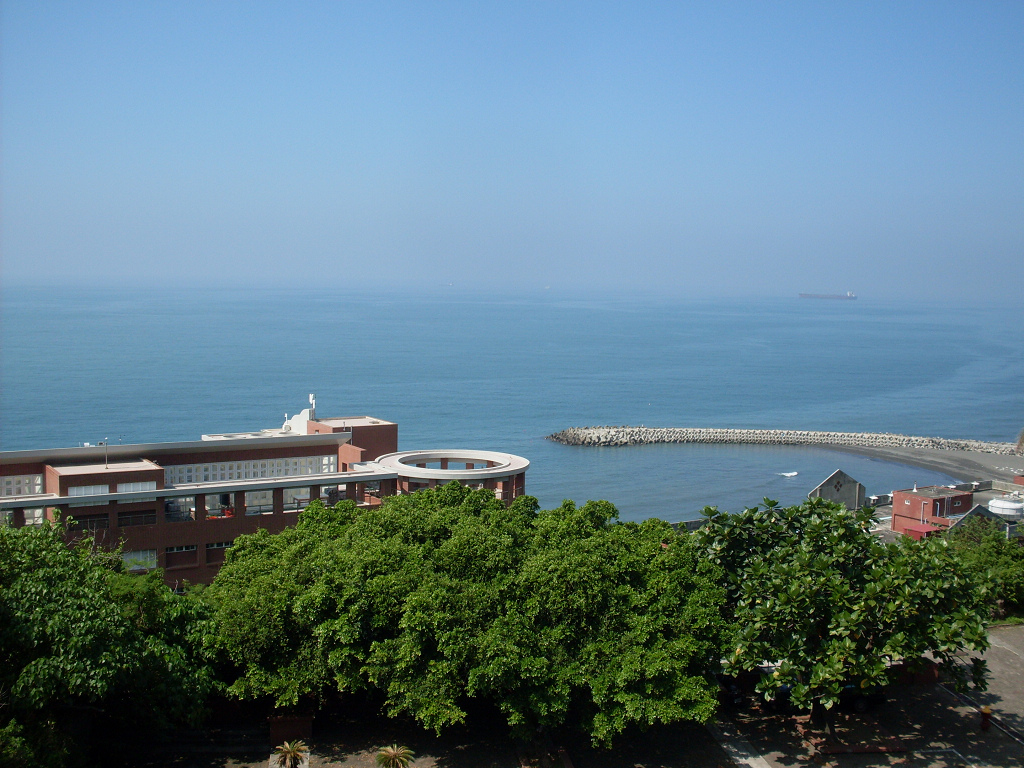
해양과학학원(海洋科學學院) 건물

  - 중국과 아시아 태평양 지역 연구소 (원래 대륙 연구소와 중산 학술 연구소를 합병)
  - 경제 연구소
  - 교육 연구소 보관됨 2021-01-25 - 웨이백 머신
  - 정치 경제학
  - 교사 양성 연구 센터
  - 대만 연구 센터
  - 동남 아시아 연구 센터
  - 여론 조사 연구 센터
  - 국제 NGO 연구 센터
  - 국제 노동 자원 정책 연구 센터
- 관리 학부
  - 재무 관리학과
  - 정보 관리학과
  - 기업 관리학과
  - 인적 자원 관리 연구소
  - 공공 사무 관리 연구소
  - 통신 관리 연구소
  - 의료 관리 연구소
  - 중소 기업 교육 센터
  - 도시 발전 환경 계획 연구 센터
  - 도시 연구 지역 개발 연구 센터
  - 재무 관리 연구 센터
  - 중국인 생활 스타일 연구 센터
  - 일본 연구 센터
  - 직판 학술 연구 개발 센터
- 해양 과학 학부
  - 해양 자원학과
  - 해양 환경 공학과
  - 해양 생물 연구소
  - 해양 지질 과학 연구소
  - 해저 기술 연구소
  - 해양 물리 연구소
  - 해양 사무 연구소

- 연구 센터
  - 관리 학술 연구 센터
  - 해양 기술 연구 센터
  - 수자원 연구 센터
  - 신경 과학 연구 센터
  - 영구 사유 지속 발전 연구 센터
  - 생명 공학 센터
  - 미국 연구 센터
  - 결정 과학 연구 센터
  - 전자 상거래 연구 센터
  - 해양 정책 연구 센터
  - 그린 환경 연구 센터
  - 컴퓨터 네트워크 위기 관리실
  - 나노기술 연구 개발 센터
  - 광전 우수 연구 센터
  - 광전 연합 연구 개발 센터
  - 창신 육성 센터
  - 창의 창신 연구 개발 센터

### 연구 센터

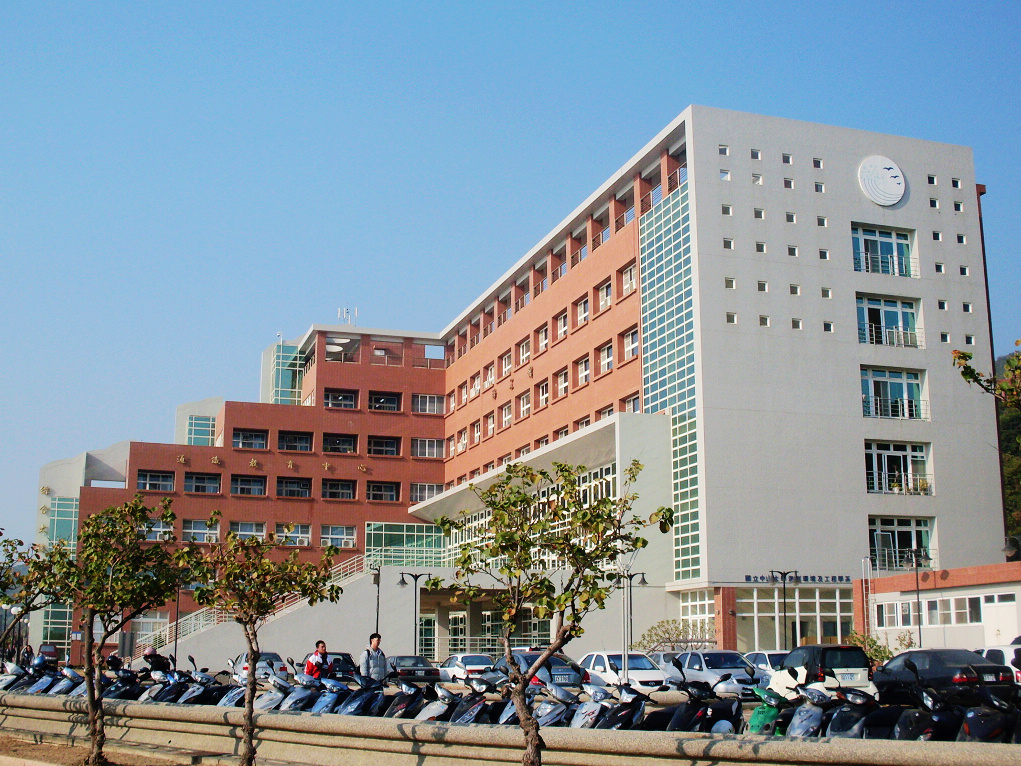
웨스트 베이 대학(西灣學院) 건물

2017년 현재 NSYSU에는 68 개의 연구 센터가 있다. 가장 중요한 센터를 포함하여 다음과 같다:
Top level
- Asia Pacific Ocean Research Center
- Electronic Commerce and Internet Society Research Center
- Large-scale multi-antenna system Research center
- Functional Crystalline Amorphous Complex Research Center
- Medical Science and Technology Center
- Centre for Humanities Innovation and Social Practices

University level
- Sun Yat-sen Research Center for Social Science
- Multidisciplinary and Data Science Research Center (MDSRC)
- Management Studies Research Center
- Engineer Technology Research & Promotion Center
- Frontier Center for Ocean Science and Technology
- Center for the Humanities

## 출신 인물
- 셰둥민(謝東閔) : 제6대 중화민국의 부총통
- 천쥐(陳菊) : 전 가오슝 시장
- 쑤자취안(蘇嘉全) : 중화민국 입법원장

## 같이 보기
- 중산 대학
- 모스크바 중산 대학